# Sebastian Schwager

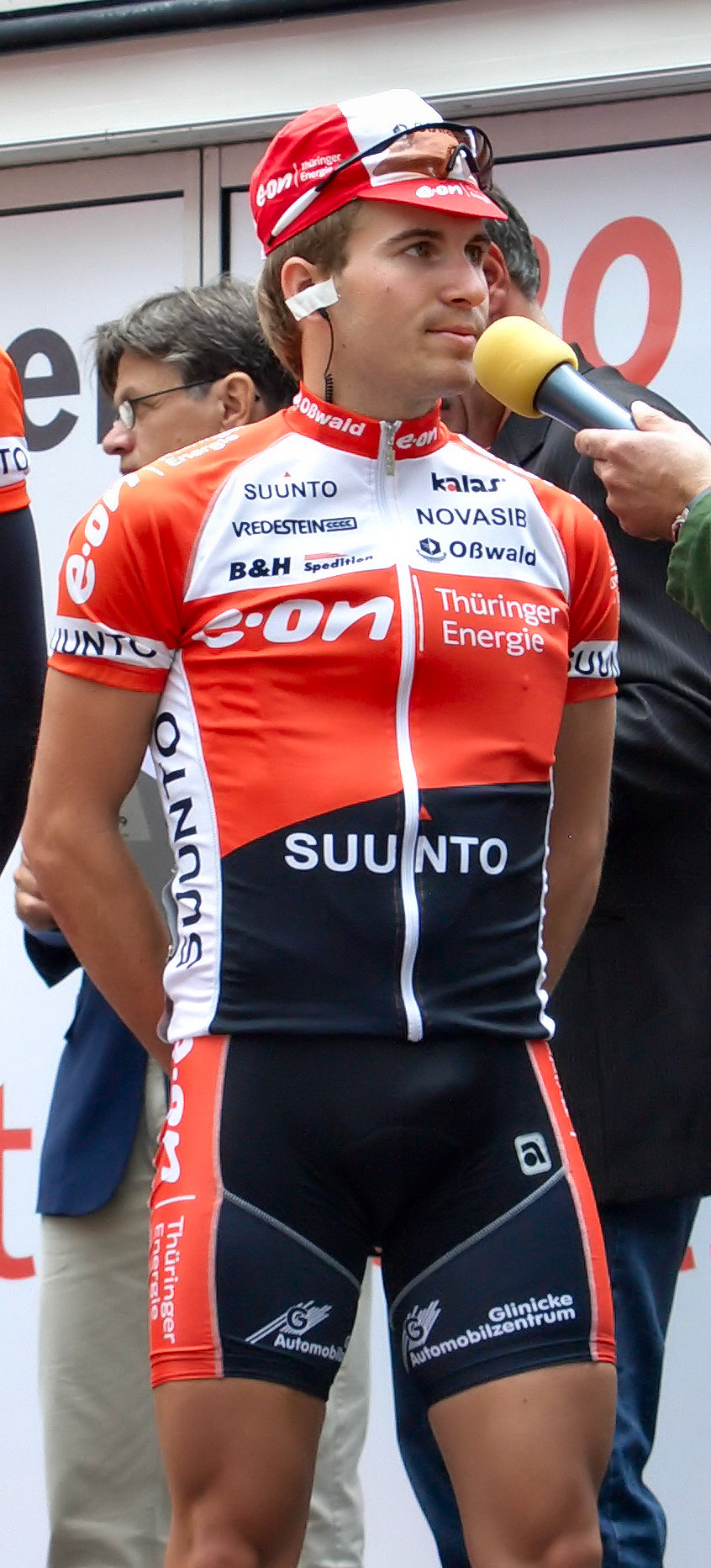
Sebastian Schwager

Sebastian Schwager (* 4. Januar 1984 in Ansbach) ist ein ehemaliger deutscher Radrennfahrer.
Im Jahr 2002 gewann Sebastian Schwager erstmals auf sich aufmerksam in der Juniorenklasse zwei Etappen und die Gesamtwertung der Cottbuser Bundesliga Etappenfahrt und eine Etappe der Trofeo Karlsberg, bei der er zudem den zweiten Gesamtrang erreichte.
Schwager wurde 2005 deutscher U23-Meister. 2006 fuhr er für das Thüringer Energie Team, für das er das U23-Etappenrennen Mainfranken-Tour  nach einem Etappensieg und einem zweiten Etappenplatz gewann.
Zur Saison 2007 wechselte er zum ProTeam Milram. Er nahm an der Vuelta a España 2008 teil und beendete die Rundfahrt als 115. Nachdem der Vertrag 2009 nicht verlängert worden war, beendete er seine Karriere.
Ende März 2009 begann er an der Hochschule Ansbach das Bachelor-Studium International Management, einem Studiengang, der an der HS Ansbach angepasst und speziell für Spitzensportler konzipiert wurde.

## Erfolge
2002
- Gesamtwertung und zwei Etappen Cottbuser Bundesliga Etappenfahrt (Junioren)
- eine Etappe Trofeo Karlsberg (Junioren)

2006
- Gesamtwertung und eine Etappe Mainfranken-Tour (U23)

## Teams
- 2004 TEAG Team Köstritzer
- 2006 Thüringer Energie Team
- 2007–2008 Team Milram